# Grzegorz Nicewicz
Grzegorz Nicewicz (ur. 5 września 1975 w Łomży, zm. 4 lipca 2014 w Dobrej k. Szczecina) – polski inżynier, II oficer mechanik okrętowy, doktor nauk technicznych, nauczyciel akademicki Wyższej Szkoły Morskiej w Szczecinie (WSM) (2000-2004) i Akademii Morskiej w Szczecinie (AMS) (2004-2014), w latach 2013–2014 prodziekan ds. studiów niestacjonarnych i praktyk Wydziału Mechanicznego Akademii Morskiej w Szczecinie. Pracownik naukowo-dydaktyczny Instytutu Podstawowych Nauk Technicznych AMS. Przez wiele lat pracował również jako mechanik okrętowy na statkach transportowych oraz oceanotechnicznych, w tym badawczych statkach sejsmicznych. Prowadził badania z zakresu niezawodności maszyn, mechaniki wibroizolatorów, ochrony przed hałasem, oceny stanu technicznego maszyn, a także energetyki probabilistycznej. Prowadził zajęcia m.in. z grafiki inżynierskiej, mechaniki analitycznej i wytrzymałości materiałów. Był promotorem kilkudziesięciu prac dyplomowych inżynierskich oraz magisterskich. Był autorem ponad 60 artykułów naukowych, referatów i podręcznika.
Oprócz pracy naukowej w wolnym czasie poświęcał się podróżom. Uwielbiał sport – siatkówkę, wioślarstwo. W 2013 roku zwyciężył w organizowanych przez AMS Mistrzostwach Akademii w Ergometrze Wioślarskim na dystansie 1000 m. Trenował karate i bieganie. Sześciokrotnie uczestniczył w maratonach – wszystkie ukończył z bardzo dobrymi wynikami.

## Wykształcenie
Absolwent magisterskich studiów z mechaniki i budowy maszyn na Wydziale Mechanicznym Wyższej Szkoły Morskiej w Szczecinie, które ukończył w 1999 roku. Dnia 2 grudnia 2008 roku na Wydziale Mechanicznym Akademii Morskiej w Szczecinie obronił pracę doktorską pt. „Identyfikacja obciążeń systemu elektroenergetycznego siłowni okrętowych w warunkach eksploatacyjnych”.

## Nagrody i odznaczenia
Grzegorz Nicewicz był laureatem licznych nagród, w tym jeszcze jako student otrzymał stypendium Ministra Transportu i Gospodarki Morskiej z tytułu wyników w nauce. Po rozpoczęciu pracy w AMS otrzymał nagrody Rektora AMS: indywidualną nagrodę naukową II stopnia (2008), indywidualną nagrodę naukową III stopnia (2009), indywidualną nagrodę za osiągnięcia organizacyjne (2013). W 2013 r. otrzymał od studentów tytuł Najlepszego Nauczyciela na Wydziale Mechanicznym.

## Wybrane publikacje
- Nicewicz G., Tarnapowicz D., Assesment of marine auxiliary engines load factor in ports, Management Systems in Production Engineering, 3(7), 2012, s. 12-17[4].
- Nicewicz G., Sosiński M., Tarnapowicz D., Identification of power factor in marine electrical grid, 14-th International Geoconference on Energy and Clean Technologies SGEM 2014, Albena 2014, s. 391-398[5].
- Kaczmarek J., Nicewicz G., Zwalczanie drgań i hałasu – ćwiczenia laboratoryjne, Wydawnictwo Naukowe WSM w Szczecinie, Szczecin 2002 ISBN 83-864-9484-0[6].